# Astrothrombus chrysanthi
Astrothrombus chrysanthi är en ormstjärneart som beskrevs av Matsumoto 1918. Astrothrombus chrysanthi ingår i släktet Astrothrombus och familjen medusahuvuden. Utöver nominatformen finns också underarten A. c. ornatus.